# Aspmyra Stadion
L'Aspmyra Stadion est un stade situé à Bodø, en Norvège, inauguré en 1964.
Il est par ailleurs le stade-résident du club de football du FK Bodø/Glimt évoluant en première division norvégienne.